# ISCO Göttingen

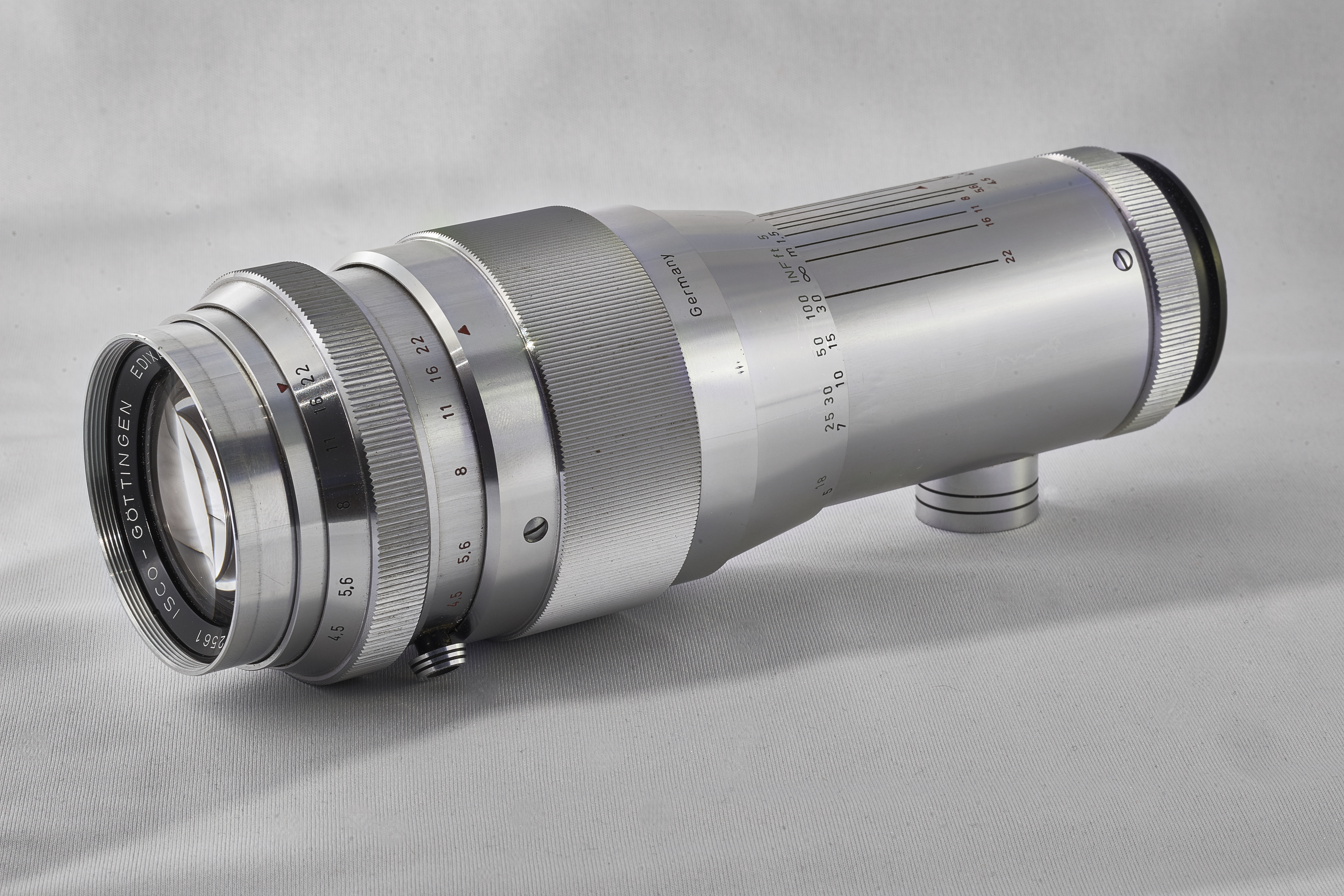
Isco Edixa Westanar 1:4/180 mm, 1952–1957

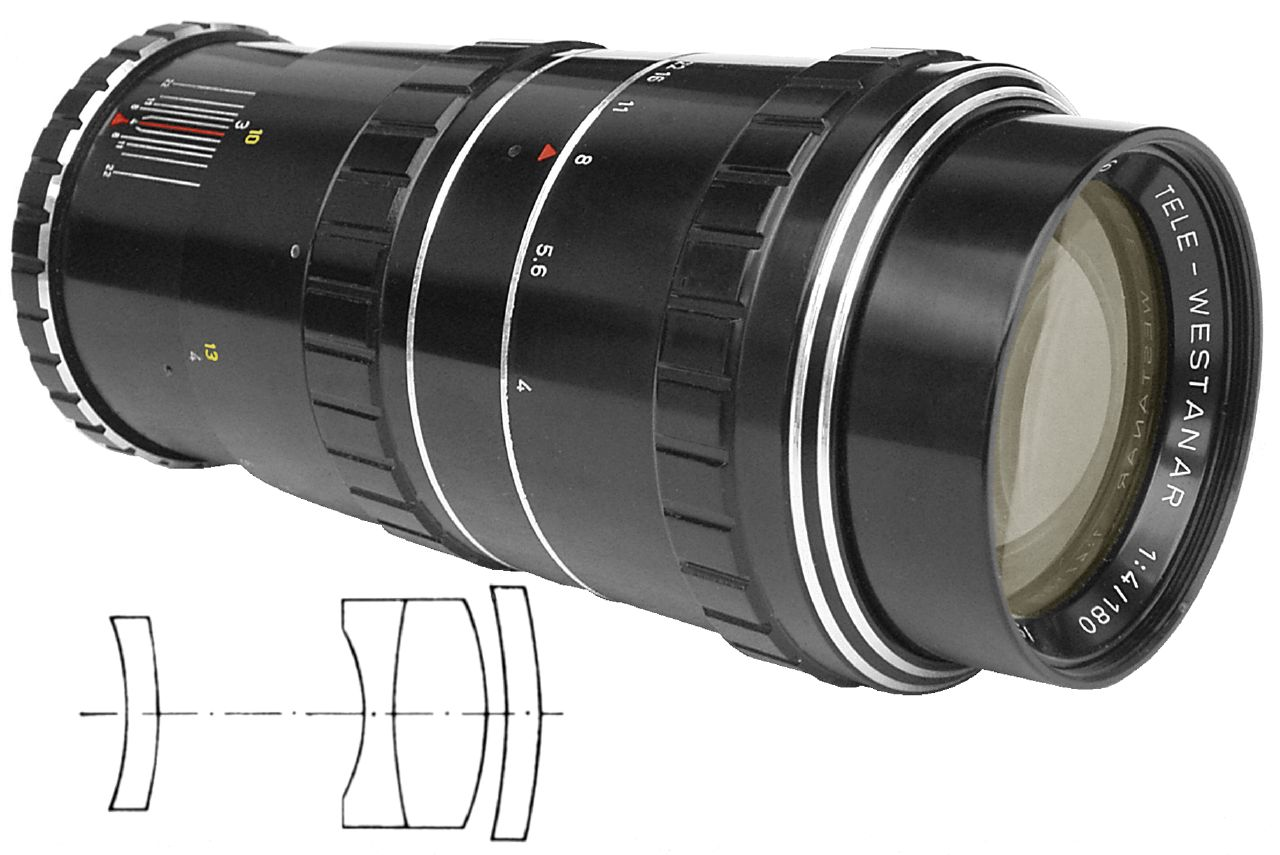
Tele-Westanar 1:4/180 mm für die Exakta, 1961–1964

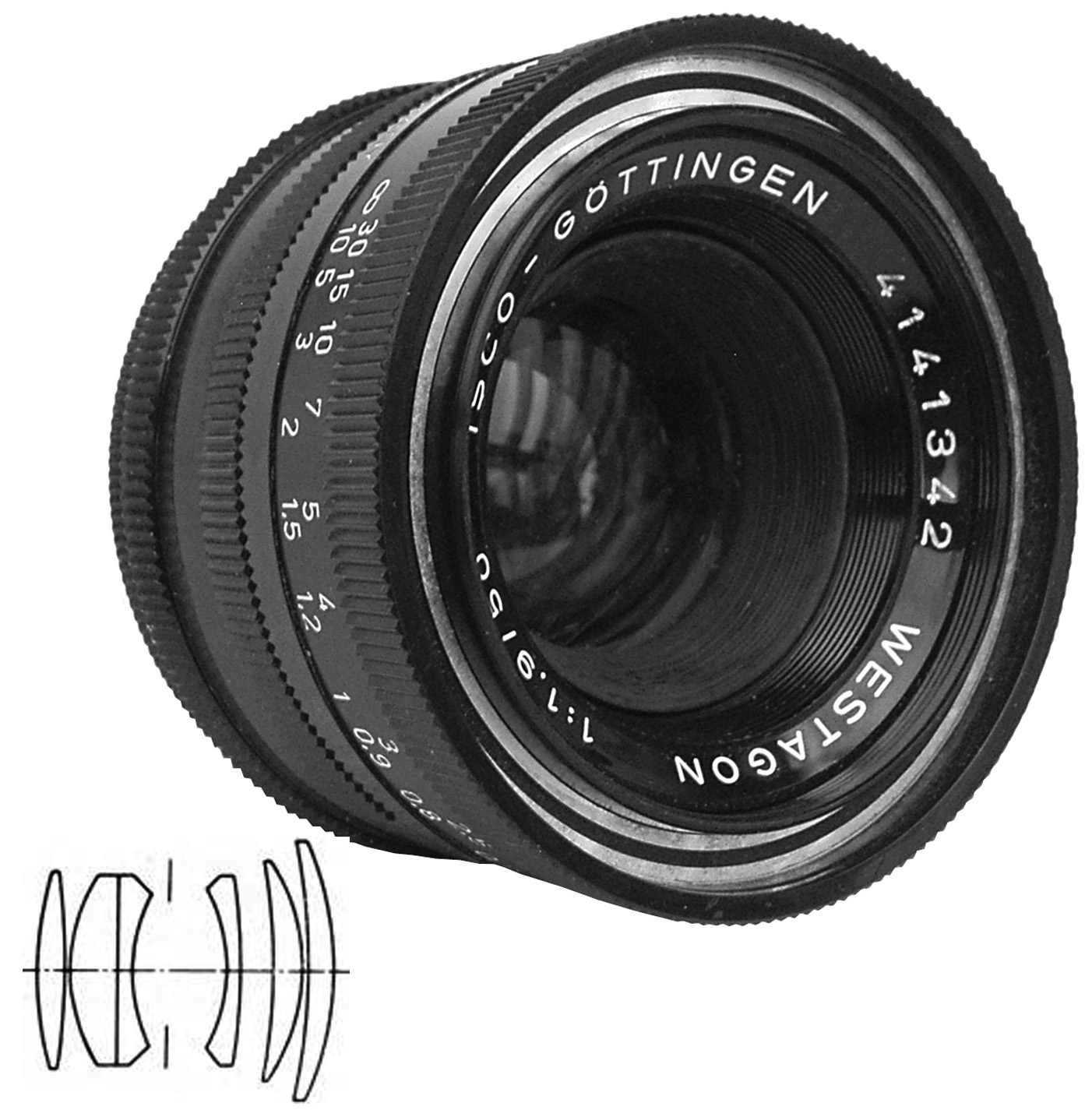
Westagon 1:1,9/50 mm

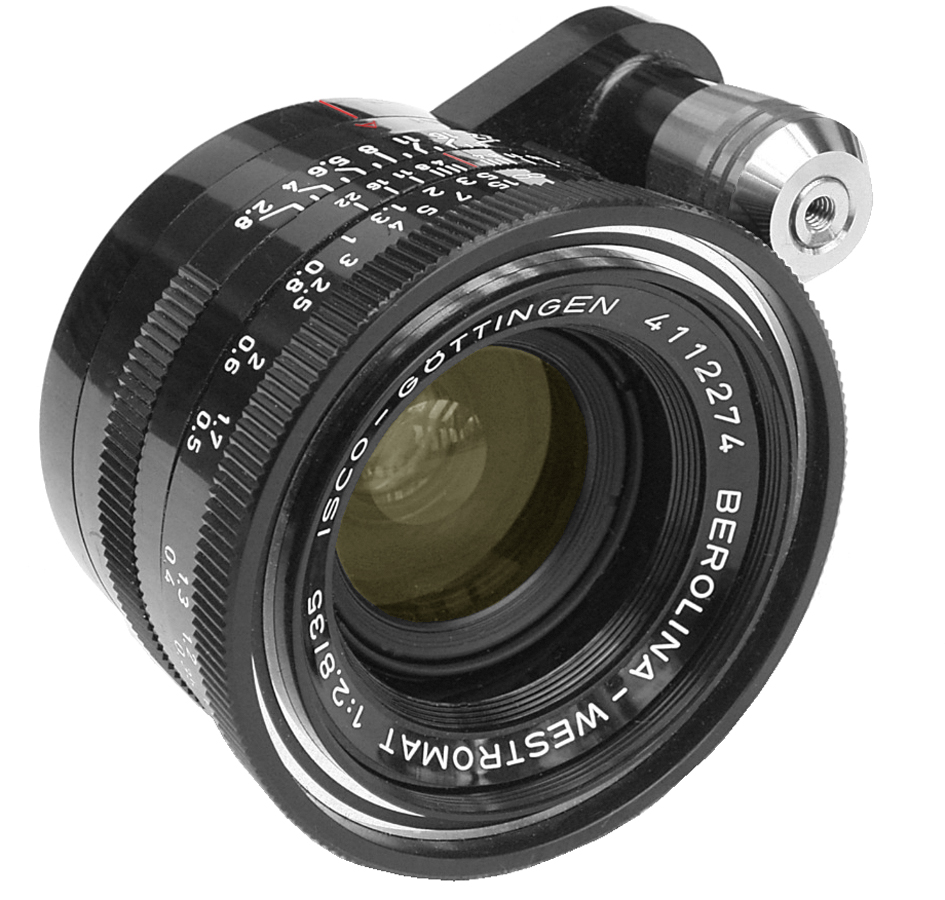
ISCO Berolina Westromat 2,8/35 mm (Ausführung für Exakta Varex/EXA)

ISCO Göttingen ist ein deutscher Traditionshersteller von optischen Systemen, vor allem von Objektiven. Von Gründung an bestanden enge Beziehungen zu Jos. Schneider Optische Werke, Kreuznach. Heute ist ISCO als ISK OPTICS GmbH in die Schneider Gruppe integriert.

## Firmengeschichte
ISCO wurde am 30. März 1936 mit der Bezeichnung "Jos. Schneider & Co., Optische Werke, Göttingen" als Kommanditgesellschaft gegründet. Die Produktion von Objektiven wurde vom Chef-Konstrukteur von Jos. Schneider, Albrecht Wilhelm Tronnier, aufgebaut und 1936 aufgenommen.
1941 wurde an der Reichsstraße 27 neben einer Kaserne ein neues Werksgebäude gebaut, nachdem sich frühere Planungen für ein Werk in Nähe zum Leinekanal auf dem Ruhstrat-Gelände nicht hatten verwirklichen lassen.
Während des Zweiten Weltkriegs produzierte ISCO etwa 45.000 Objektive für Luftbildkameras. ISCO war damit der Hauptausrüster der Luftwaffe für diese Objektive. Bei der Kriegsproduktion wurden auch Zwangsarbeiter eingesetzt.
Nach Kriegsende fanden umfangreiche Demontagen statt. Im Jahre 1946 wurden die ersten Objektive für Kinoprojektoren produziert. Ab 1947 wurden mit 50 Mitarbeitern Brillen produziert. Anamorphotische Vorsätze für die Breitwandprojektion wurden 1953 entwickelt. In den 1960er Jahren beschäftigte die sich nun ISCO nennende Firma etwa 600 Mitarbeiter. Die Produktion wurde auf Objektive beschränkt.
Während die Muttergesellschaft, die damalige Schneider AG, 1982 in Konkurs ging, wurde ISCO saniert. Kurt Lindstedt übernahm mit zwei andern das Unternehmen und nannte es in Isco-Optik um. Ende der 1980er wurden am Anna-Vandenhoeck-Ring in Göttingen neue Betriebsräume bezogen. 1990 begann die Produktion von Objektiven für digitale Projektoren. Seit 1995 besteht eine Kooperation mit Texas Instruments zum digitalen Kino.
Im Jahr 2003 musste das nun als ISCO Optik GmbH firmierende Unternehmen selbst einen Insolvenzantrag stellen. Im Sommer 2004 wurde ISCO mit noch 82 Mitarbeitern von einem Schweizer Investor übernommen und das Insolvenzverfahren beendet. Das Unternehmen ging dann wieder als "Schneider Kreuznach ISCO Division GmbH & Co. KG" an den ursprünglichen Mutterkonzern Schneider-Kreuznach. 2011 erfolgte eine unternehmensrechtliche Umorganisation und Umfirmierung in ISK Optics GmbH. 2014 wurde das Unternehmen wieder in den Mutterkonzern eingegliedert.

## Produkte
ISCO war als Rüstungsbetrieb gegründet worden. Der interne Produktionscode für Militär-Produkte aus Göttingen war "kqc". Hergestellt wurden Ultron- und Xenar-Modelle. Ein Xenar 1:2/12,5 cm aus Göttingen wurde beispielsweise in Kameras der Luftaufklärung eingesetzt.
Die nach dem Zweiten Weltkrieg hergestellten Kameraobjektive wurden unter den Markennamen Westar, Westanar, Westron, Westromat, Isco-Mat, Iscotar, Isconar, Tele-Iscaron und Iscorama verkauft. Daneben wurden auch Projektionsobjektive für Film- und Diaprojektoren (z. B. das Cooke-Triplet Projar) hergestellt. ISCO übernahm auch Auftragsfertigungen für Projektionsobjektive, so für den Rollei-Heidosmat 1:3,5/150 mm mit einem Tubusdurchmesser von 72,5 mm.
Heute stellt das Unternehmen vier Produktgruppen hier:
- Komponenten für Industrieoptiken,
- cinematografische Projektionsobjektive,
- cinematografische Aufnahmeobjektive,
- Projektionsobjektive für das "Home Cinema".